# Brave CF 43
Brave CF 43 var en MMA-gala som arrangerades av Brave Combat Federation och ägde rum 1 oktober 2020 i Ar Rifā‘, Bahrain. Galan sändes via Fite.tv, O2TV, Telesport Group, Arena Sport, Fight Network och BravecfTV.com.

## Bakgrund
Huvudmatchen var en mellanviktsmatch mellan regerande welterviktsmästaren Jarrah Al-Silawi och holländaren Melvin van Suijdam. Galans var den sista delen av organisationens Kombat Kingdom-satsning.

### Ändringar
Galan presenterades med 9 färdiga matcher 28 september. Antalet sjönk dock då ryssen Abdul-Rachman Machazjiev tvingades dra sig ur sin lättviktsmatch mot kirgizen Abdysalam Kubanychiev på grund av problem med levern.
Samma dag som galan skulle gå av stapeln ändrades status på bantamviktsmatchen mellan brassen Gerson "Billaboy" Pereira och svenskalbanen Bernardo Sopai från confirmed till cancelled.

## Resultat
1. ↑   Catchvikt 67 kg
2. ↑   Catchvikt 59 kg